# Maxis
A Maxis Software olyan amerikai vállalat, amelyet videójáték-fejlesztőként alapítottak és most az Electronic Arts (EA) egy védjegye. A Maxis első szoftvercíme az első SimCity, egy városépítő szimulátorjáték volt. A Maxis a teremtője minden idők legkelendőbb számítógépes játékának, a The Sims-nek és a The Sims 2-nek is. Ez a három cím és kiegészítőik a stílus legnépszerűbb és legsikeresebb játékai. 2008-ban készítették el a Spore nevű játékot, amely szintén nagy sikernek örvend. 2009-ben megjelent a The Sims 3, azonban ezt már a tévhitekkel ellentétben nem a Maxis, hanem az EA Sims készítette, mert a Maxis-t felvásárolta az EA.

## Játékok

### Nyolcvanas évek
- SkyChase (1988)
- SimCity (1989)
- Sim Earth (1990)

### Kilencvenes évek
- Robo Sport (1991)
- Sim Ant (1991)
- A-Train (1992)
- Sim Life (1992)
- El-Fish (1993)
- Rome: Pathway To Power (1993)
- SimCity 2000 (1993)
- Sim Farm (1993)
- Unnatural Selection (1993)
- Sim Health (1994)
- Sim Tower (1994)
- Wrath Of The Gods (1994)
- Sim Isle (1995)
- Sim Town (1995)
- Tony La Russa Baseball 3 (1995)
- Widget Workshop (1995)
- Zaark and the Night Team (1995)
- The Crystal Skull (1996)
- Full Tilt Pinball 1-2 (1996)
- Sim Copter (1996)
- Sim Golf (1996)
- Sim Park (1996)
- Sim Tunes (1996)
- Fathom (1997)
- Kick Off '97 (1997)
- Marble Drop (1997)
- Megapak 8 (1997)
- My 3 Sims (1997)
- Streets Of Sim City (1997)
- Sim Safari (1998)
- Total Heaven (1998)
- Ultimate Sim (1998)
- SimCity 3000 (1999)
- The Sims (2000)
- The Sims: Livin' It Up (2000)

### 2000-es évek
- The Sims: Hot Date (2001)
- The Sims: House Party (2001)
- Autocracy (2002)
- The Sims Online (2002)
- The Sims: Unleashed (2002)
- The Sims: Vacation (2002)
- Sim Mania 2 (2003)
- SimCity 4 (2003)
- SimCity 4: Rush Hour (2003)
- The Sims: Bustin' Out (2003)
- The Sims: Makin' Magic (2003)
- The Sims: Superstar (2003)
- The Sims: Full House (2004)
- The Sims 2 (2004)
- The Urbz (2004)
- Sim Mania 3 (2005)
- The Sims 2: Holiday Party Pack (2005)
- The Sims 2: University (2005)
- The Sims 2: Nightlife (2005)
- The Sims 2: Open For Business (2006)
- The Sims 2: Pets (2006)
- The Sims 2: Glamour Life Stuff (2006)
- The Sims 2: Happy Holiday Stuff (2006)
- The Sims 2: Celebration Stuff (2007)
- The Sims 2: Family Fun Stuff (2007)
- The Sims 2: H&M Fashion Stuff (2007)
- The Sims 2: Seasons (2007)
- The Sims 2: Bon Voyage (2007)
- The Sims 2: Teen Style Stuff (2007)
- The Sims 2: Kitchen & Bath Interior Design Stuff (2008)
- Spore Creature Creator (2008)
- Spore (2008)
- The Sims 3 (2009)
- Spore Galactic Adventures (2009)
- The Sims 3: A világ körül (2009)

### 2010-es évek
- The Sims 3: Álomállások (2010)
- The Sims 3: Leszáll az éj (2010)
- The Sims 3: Nemzedékek (2011)
- Darkspore (2011)
- The Sims 3: Házi Kedvenc (2011)
- The Sims 3: Vár a színpad (2012)
- The Sims 3: Természetfeletti erők (2012)
- The Sims 3: Évszakok (2012)
- SimCity (2013)
- The Sims 3: Egyetemi évek (2013)
- The Sims 3: Szigetvilág (2013)
- The Sims 3: Előre a jövőbe (2013)
- The Sims 4 (2014)